# 山梨県立農林高等学校
山梨県立農林高等学校（やまなしけんりつ のうりんこうとうがっこう）は、山梨県甲斐市西八幡（旧竜王町）にある県立農業高等学校。

## 設置学科
- システム園芸科
- 森林科学科
- 環境土木科
- 造園緑地科
- 食品科学科

## 概要
甲斐市南部の中巨摩郡昭和町寄りに位置。5つの専門学科を有する。校訓は、「誠実の人となれ」。
1904年（明治37年）4月27日、山梨県立農林学校として竜王村赤坂に開校。1917年（大正6年）、甲府市伊勢町へ移るが、戦災で校舎を焼失し、1946年（昭和21年）に玉幡飛行場跡であった現在地に移転した。1948年（昭和23年）、学制改革にて山梨県立農林高等学校と改称。1967年（昭和42年）には定時制を廃止。かつては7学科あり、平成6年にシステム園芸科・森林科学科・環境土木科・造園緑地科・食品科学科の5学科になる。2004年（平成16年）に創立100周年。
敷地内には実習地や演習林、フランス式庭園などがあり、一般開放もされている。
2021年入試より、全校で5名を限度に全国募集を実施予定。

## 主な出身者
- 浅川巧 - 著述家、民芸運動家。山梨県立農林学校卒
- 石原文雄 - 作家。
- 金子健造 - 歌人。
- 保坂武 - 政治家、甲斐市長
- 今村陽一-レーサー
- 芦澤竜誠-K‐1ファイター
- 望月智 - 政治家、中央市長